# Jan Naszon z Ostrowiec
Jan Naszon z Ostrowiec herbu Topór żył na przełomie XIV i XV w. i jak podaje Jan Długosz w swoich kronikach, był zaufanym rycerzem króla Władysława Jagiełły. Wsławił się szczególnie zdobyciem chorągwi krzyżackiej w bitwie pod Koronowem 10 października 1410 r.
Jan Naszon był pierwszym znanym z imienia i nazwiska stałym mieszkańcem wsi Ostrowce, leżącej opodal królewskiego Nowego Miasta Korczyn. 
O zaufaniu jakim darzył go monarcha świadczy fakt, że to właśnie on, wraz z Janem z Obichowa, Hinczką z Rogowa h. Działosza, drużyną rycerską i taborem pomocniczym, w 1400 r. został wysłany z poselstwem do Celje, do hrabiego Hermana II Cylejskiego, by w imieniu polskiego władcy prosić o rękę jego podopiecznej, hrabianki Anny. 
Powierzoną misję rycerz z Ostrowiec wypełnił sumiennie o czym świadczy przybycie młodej hrabianki do Krakowa 16 lipca 1400 r., w rok po śmierci pierwszej żony króla oraz jej późniejszy ślub z Jagiełłą 29 stycznia 1402 r.